# جرم مشتریایی
جرم مشتریایی (به انگلیسی: Jupiter mass) با مخفف‌های MJ یا MJup نوعی یکای جرم بر اساس جرم سیارهٔ مشتری است. هر جرم مشتریایی برابر کل جرم سیارهٔ مشتری (۱۰۲۷ × ۱٫۸۹۸ کیلوگرم یا ۳۱۷٫۸۳ جرم زمینی) است. از جرم مشتریایی برای اندازه‌گیری جرم غول‌های گازی، مثل سیاره‌های بیرونی و فراخورشیدی، و نیز کوتوله‌های قهوه‌ای استفاده می‌شود.